# Dialithus
Dialithus (лат.) — род пластинчатоусых жуков трибы восковиков и пестряков (Trichiini или Trichiinae) из подсемейства восковики (Trichiinae; Scarabaeidae).

## Распространение
Центральная Америка.

## Описание
Среднего размера пластинчатоусые жуки (1—2 см) с яркой окраской (яркие зелёные и радужные отметины на тёмном фоне). От близких родов (например, Giesbertiolus) отличается следующими признаками: на пронотуме 3 продольные цветные полосы; боковые края угловатые; скутеллюм с радужным пятном; пигидий и последний брюшной стернит без заметного поперечного киля; передние голени с зубцами на внешней границе; вершина задней голени зубчатая, с заметными шипиками. Имаго питаются нектаром на цветках.

## Классификация
Род был впервые описан в 1849 году английским энтомологом Джоном Фредериком Перри (John Frederic Sidney Parry; 1810—1885), на основании типового вида Dialithus magnificus Parry, 1849, а его валидный статус был подтверждён в ходе ревизии, проведённой в 2014 году мексиканским энтомологом Andrés Ramírez-Ponce (Instituto de Biología. Departamento de Zoología. Universidad Nacional Autónoma de México; Мехико, Мексика). Входит в состав подсемейства Trichiinae, которое иногда также рассматривается в статусе трибы Trichiini в подсемействе бронзовок (Cetoniinae).
- Dialithus magnificus Parry, 1849
- Dialithus scintillans Howden, 1972

Ранее в состав рода входил вид Dialithus festivus, но американский энтомолог Henry Fuller Howden (1925—2014) в 1988 году перенёс его в род Giesbertiolus Howden, 1988 (где 4 вида: Giesbertiolus curoei Ramírez-Ponce, 2014, Giesbertiolus linnaei Krikken, 2008, Giesbertiolus ornatus Howden, 1988 и Giesbertiolus festivus).